# Ichneutica sistens
Ichneutica sistens là một loài bướm đêm trong họ Noctuidae.